# IJssel
Ĳssel (także Gelderse Ĳssel) – rzeka w środkowej Holandii (prowincje Geldria i Overijssel). Długość – 125 km, średni przepływ – 300 m³/s.
Ĳssel jest jednym z ujściowych ramion Renu. Oddziela się od Dolnego Renu pod Arnhem i płynie na północ. Przepływa m.in. przez Zutphen, Deventer i Zwolle, po czym koło miasta Kampen uchodzi do Zwarte Meer – odnogi sztucznego jeziora IJsselmeer.

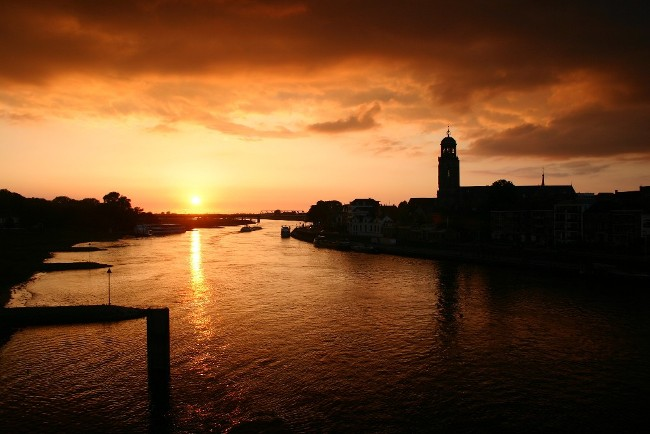
Zachód słońca nad rzeką Ĳssel w mieście Deventer

Do czasów średniowiecza bieg Ĳssel był dłuższy – rzeka uchodziła do Morza Północnego w miejscu zwanym Vlie (Vliestroom) pomiędzy dzisiejszymi wyspami Vlieland i Terschelling. Później, do czasu budowy wielkiej tamy Afsluitdijk i utworzenia sztucznego jeziora IJsselmeer Ĳssel uchodził do zatoki Zuiderzee.
Bifurkacja Ĳssel od Renu jest prawdopodobnie sztuczna. Pierwotnie dzisiejszy Ĳssel był samodzielną rzeką – dalszym ciągiem niewielkiej rzeki Oude Ĳssel wypływającej na pograniczu niemiecko-holenderskim. Odcinek pomiędzy Arnhem a Doesburgiem, łączący Ren i Oude Ĳssel, został przekopany w czasach podbojów rzymskich przez rzymskie wojska pod wodzą generała Druzusa Starszego jako rubież obronna przeciw plemionom germańskim i jako wojskowa droga wodna. Od tej pory Ren stał się głównym źródłem wody dla Ĳssel, jednak w porównaniu do pozostałych ramion Delty Renu-Mozy-Skaldy rzeka zachowała pewną odrębność – przyjmuje dopływy (Berkel, Schipbeek) i buduje swoją własną deltę, a ilość wód z dopływów wystarczyłaby do jej samodzielnej egzystencji.